# قرار مجلس الأمن التابع للأمم المتحدة رقم 2010
قرار مجلس الأمن التابع للأمم المتحدة رقم 2010، المخذ بالإجماع في 30 سبتمبر 2011.

## القرار
باعتماد القرار 2010 (2011) بالإجماع بموجب الفصل السابع من ميثاق الأمم المتحدة، أذن المجلس للدول الأعضاء في الاتحاد الأفريقي بمواصلة نشر بعثة الاتحاد الأفريقي في الصومال حتى 31 تشرين الأول / أكتوبر 2012، كما طلب من الاتحاد الأفريقي «زيادة عاجلة» في قوام قوة البعثة إلى المستوى المأذون به البالغ 12000 فرد من الأفراد النظاميين وأعرب عن نيته في النظر في الحاجة المحتملة لتعديل هذا المستوى عندما تصل البعثة إلى أقصى قوامها للقوات.
وشجع المجلس الأمم المتحدة، بعبارات أخرى في النص، على العمل مع الكتلة الأفريقية المكونة من 53 عضوا لتطوير قوة حراسة، ضمن مستوى القوات المأذون به للبعثة، لتوفير خدمات الأمن والمرافقة والحماية للموظفين الدوليين، بما في ذلك أفراد فريق الأمم المتحدة الموحد. وطلب كذلك من الأمين العام أن يواصل تقديم مجموعة عناصر الدعم اللوجستي لبعثة الاتحاد الأفريقي في الصومال لعدد أقصاه 12000 فرد من الأفراد النظاميين، بما في ذلك قوة الحراسة، التي تشمل المعدات والخدمات حتى 31 تشرين الأول / أكتوبر 2012، مع ضمان المساءلة والشفافية في نفقات الأمم المتحدة.

## روابط خارجية
- نص القرار في undocs.org